# 마에스트라
《마에스트라》는 2023년 12월 9일부터 2024년 1월 14일까지 방송되었던 tvN 토일 드라마로 프랑스 드라마 필하모니아가 원작이다.

## 프로그램 소개
비밀을 가진 여성 지휘자가 오케스트라 안에서 벌어지는 미스터리를 파헤치며 자신을 둘러싼 진실에 다가가는 이야기를 그린 드라마

## 제작진

### 제작사
- 스튜디오드래곤
- 래몽래인
- 그룹에이트
- 그린나래미디어

### 제작
- 김동래
- 윤희경

### 극본
- 최이윤 (1~12회) : 네이버TV 웹 드라마 《트랙터는 사랑을 싣고》(집필) 집필
- 홍정희 (1~4회) : KBS 2TV 《KBS 드라마 스페셜 - 그렇고 그런 사이》(집필), KBS 2TV 《KBS 드라마 스페셜 - 카레의 맛》(집필) 집필

### 연출
- 김정권 : 영화 《용병 이반》(조연출), 영화 《스카이 닥터》(조연출), 영화 《기막힌 사내들》(조연출), 영화 《간첩 리철진》(조감독), 영화 《동감》(감독, 공동 각본), 영화 《화성으로 간 사나이》(감독, 원안), 영화 《바보》(감독, 공동 각본), 영화 《그 남자의 책 198쪽》(감독), 영화 《가을 이야기》(감독), 영화 《설해》(감독, 공동 각본), Wavve 《너 미워! 줄리엣》(연출), 영화 《사랑하고 있습니까?》(감독), 채널A 금토 드라마 《거짓말의 거짓말》(연출), NETFILX 《연애대전》(연출) 연출
- 이수현 (1~12회) : MBC 수목 드라마 《그 남자의 기억법》 (공동 연출), tvN 월화 드라마 《낮과 밤》 (공동 연출), TVING 《마녀식당으로 오세요》 (공동 연출), tvN 금토 드라마 《별똥별》(연출), tvN 월화 드라마 《이로운 사기》(연출) 연출

## 등장 인물
(†) 표시는 드라마 상에서 최종적으로 사망한 인물이다.

### 주요 인물
- 이영애: 차세음 (40대, 여) 역 - 마에스트라

검은 정장만큼 틀에 박힌 클래식 판을 뒤흔드는 젊은 지휘자, 정재의 옛연인. 기백과 정화의 딸. 필의 전처. 혜정의 친구.
- 이무생: 유정재 (40대, 남) 역 - UC 파이낸셜 회장, 세음의 옛연인. 유라의 전남편. 한길의 친구. 태호의 사촌 지간.

- 김영재: 김필 (40대, 남) 역 - 작곡가 / 대학교수

따스한 햇살 같은 감성의 작곡가, 세음의 전남편. 아진의 불륜 상대.

### 더 한강 필하모닉
- 황보름별: 이루나 (20대, 여) 역 - 단원, 최연소 악장.

말간 얼굴, 앳된 미소, 조심스러운 눈동자. 오케스트라에 들어온 지 1년도 안 된 초짜 단원이다.
- 박호산: 전상도 (40대, 남) 역 - 대표이사

- 양준모: 마요섭 (40대, 남) 역 - 팀파니 연주자 / 노조위원장

타고난 리더십으로 신망이 두터운 남자
- 진호은: 김봉주 (20대, 남) (†, 1회 ~ 7회, 12회) 역 - 오보에 수석

언뜻 낙천적으로 보이지만, 다분히 현실적이고 때론 냉소적.
- 이정열: 박재만 (60대, 남) 역 - 악장

'더 한강 필하모닉'의 가장 오래된 단원이자 정신적 지주, 세음의 스승.
- 이시원: 이아진 (30대, 여) 역 - 호른 연주자

유명 호르니스트인 아버지를 따라 호른을 잡게 되었다, 필의 내연녀.
- 김민규: 김태호 (20대, 남) 역 - 세음의 수행 비서. 정재의 사촌 지간.

- 진소연: 권수진 (30대, 여) 역 - 부악장, 부잣집 외동딸.

- 정선아: 허영미 (40대, 여) 역 - 제 2 바이올린 수석

허영심이 넘쳐 명품에 관심이 많다
- 민아람: 신지애 (40대, 여) 역 - 제 2 바이올린 부수석

영미의 절친이며, 지애 역시 가십을 너무나 좋아한다.
- 한진희: 강인한 (30대, 남) 역 - 제 1 바이올린 수석

이름과 달리 소심하고 조용하다, 쉽게 긴장하고, 주목받는 것을 싫어하는 파워 I형 성격.
- 황건: 노바하 (40대, 남) 역 - 첼로 수석

'오케스트라 단원도 직장인이다!' 무엇보다 중요한 건 월급이라 생각하며, 성실하게 오케스트라에 출근한다. 필의 친한 친구 사이.
- 이병준: 오현석 (60대, 남) 역 - 부지휘자

재만 다음으로 '더 한강 필하모닉'에 오랫동안 몸담았던 인물
- 임세주: 황 실장 (30대, 여) 역 - 상도의 비서

20대오 보이는 귀여운 외모지만, 상도와 7년 넘게 일하고 능력 있는 비서.

### 차세음 주변인물
- 정동환: 차기백 (70대, 남) 역 - 악기제작자 / 세음의 아버지

이탈리아 바이올린 제작학교 한국인 최초 수석 졸업자, 국내 최고의 수제 현악기 제작자이자 제자들을 키우는 선생님. 죽은 정화의 남편.
- 예수정: 배정화 (60대, 여, †, 1회 ~ 7회) 역 - 前 바이올리스트 / 세음의 어머니, 기백의 아내.

- 김영아: 이혜정 (40대, 여) 역 - 악기사 '세음' 매니저 / 세음의 절친

세음의 예고 동창으로 뉴욕에서 함께 유학 생활을 했다
- 강지은: 우영선 (50대, 여) 역 - 의사

정직하고 진중한 성격의 의사, 죽은 정화의 주치의로서 오랫동안 이 가족을 지켜봤다.

### 유정재 주변인물
- 최윤소 : 고유라 (30대, 여) 역 - KVN 이사 / 정재의 前 부인, 한길의 여동생.

- 김현준 : 고한길 (40대, 남) 역 - KVN 대표 / 정재의 친구, 유라의 오빠.

- 미정 : 박 비서 (20대, 남) 역 - 정재의 비서

정재 곁을 묵묵히 지키며 그가 원하는 모든 일을 한다, 그게 합법이든, 불법이든.

### 그 외 인물
- 미정: 이해나 (20대, 여) 역 - 루나의 언니

- 백성철: 추동식 (50대, 남) 역 - 형사

- 김유동: 백주원 (30대, 남) 역 - 형사

- 이준영

- 미상 : 변호사 역

- 미상 : 경찰 서장 역

- 미상 : 정화의 주치의 역

- 미상 : 김진영 역

- 미상 : 세음 악기사 앞에 찾아 온 손님 역

## 시청률
최저 시청률과 최고 시청률은 시청률 조사회사와 지역별로 시청률에 차이가 있을 수 있습니다.
| 2023년 | 2023년    | 2023년         | 2023년       | 2023년 |
| 회차   | 방송일    | AGB 시청률     | AGB 시청률   |        |
| 회차   | 방송일    | 대한민국(전국) | 서울(수도권) |        |
| ------ | --------- | -------------- | ------------ | ------ |
| 제1회  | 12월 9일  | 4.192%         | 4.546%       |        |
| 제2회  | 12월 10일 | 4.844%         | 5.699%       |        |
| 제3회  | 12월 16일 | 5.402%         | 6.013%       |        |
| 제4회  | 12월 17일 | 6.01%          | 6.1%         |        |
| 제5회  | 12월 23일 | 5.186%         | -            |        |
| 제6회  | 12월 24일 | 5.275%         | -            |        |
| 제7회  | 12월 30일 | 5.256%         | 6.2%         |        |
| 제8회  | 12월 31일 | 4.978%         | -            |        |
| 2024년 |           |                |              |        |
| 제9회  | 1월 6일   | 4.656%         | 4.893%       |        |
| 제10회 | 1월 7일   | 5.421%         | 5.497%       |        |
| 제11회 | 1월 13일  | 5.997%         | 6.746%       |        |
| 제12회 | 1월 14일  | 6.748%         | 6.740%       |        |

## 같이 보기
- 대한민국의 텔레비전 드라마 목록 (ㅇ)
- 2023년 대한민국의 텔레비전 드라마 목록

## 참고 사항
- 김슬기, 이병준은 KBS 1TV 일일 드라마 《미워도 사랑해》 이후 5년 만에 재회하여 캐스팅 되었다.